# Ceryx anthraciformis
Ceryx anthraciformis là một loài bướm đêm thuộc phân họ Arctiinae, họ Erebidae.